# Communauté de communes Maine 301
La communauté de communes Maine 301 est une ancienne communauté de communes française, située dans le département de la Sarthe et la région Pays de la Loire.

## Histoire
La communauté de communes tire son nom de l'ancien comté du Maine et de la route départementale n° 301 qui traverse son territoire du sud-ouest au nord.
Elle fusionne au 1er janvier 2017 avec la communauté de communes du Pays Marollais et la communauté de communes du Saosnois  pour former la communauté de communes Maine Saosnois.

## Composition
La communauté regroupait dix communes :
1. Beaufay
2. Bonnétable
3. Briosne-lès-Sables
4. Courcemont
5. Courcival
6. Jauzé
7. Nogent-le-Bernard
8. Rouperroux-le-Coquet
9. Saint-Georges-du-Rosay
10. Terrehault

## Administration
| Période    | Période       | Identité          | Étiquette | Qualité                                                           |
| ---------- | ------------- | ----------------- | --------- | ----------------------------------------------------------------- |
| 1995       | 2000          | Jacques Soriau    |           | Maire de Beaufay                                                  |
| 2000       | avril 2014    | Jean-Pierre Vogel | UMP       | Maire de Beaufay, conseiller général                              |
| avril 2014 | décembre 2016 | Géraldine Vogel   | DVD       | Maire de Beaufay, épouse du précédent, devenu maire de Bonnétable |